# Santa Bárbara (Vila do Porto)
Santa Bárbara es una freguesia portuguesa del concelho de Vila do Porto, con 15,42 km² de superficie y 480 habitantes (2001). Su densidad de población es de 31,1 hab/km².